# Podonomopsis andinus
Podonomopsis andinus är en tvåvingeart som beskrevs av Lars Zakarias Brundin 1966. Podonomopsis andinus ingår i släktet Podonomopsis och familjen fjädermyggor. Inga underarter finns listade i Catalogue of Life.